# The King (película de 2005)
The King es una película de James Marsh de 2005 protagonizada por Gael García Bernal.

## Argumento
Elvis Valderez (Gael García Bernal) es un joven de 21 años, quien en sus intentos por definir su identidad, inicia la búsqueda de su padre, al que nunca ha conocido. David, su progenitor, se ha convertido en predicador en Texas y se ha reinventado a sí mismo como el padre modelo de una pequeña familia. 
Cuando Elvis finalmente lo encuentra, David se niega a verlo: su hijo, surgido de la nada, representa una parte inadmisible de su pasado. Poco a poco, Elvis se infiltra en la vida de su padre.
- Datos: Q2550124